# Fowlerina zetesios
Fowlerina zetesios är en snäckart som beskrevs av Jean Paul Louis Pelseneer 1906. Fowlerina zetesios ingår i släktet Fowlerina och familjen Clionidae. Inga underarter finns listade i Catalogue of Life.